# Campionatul de fotbal din Dominica
Campionatul de fotbal din Dominica este o competiție de fotbal din zona CONCACAF.

## Echipele sezonului 2009-2010
- Centre Bath Estate FC
- Dublanc Strickers SC
- Harlem United FC
- LIME Pointe Michel FC
- NAGICO Bombers
- Quick Zone Icons
- Sagicor South East United
- Starrin and Sons St Joseph FC

## Performanțe după echipă
| Echipă                    | Oraș         | Titluri | Ultimul titlu |
| ------------------------- | ------------ | ------- | ------------- |
| Harlem United             | Newtown      | 19      | 2006          |
| Centre Bath Estate        | Roseau       | 2       | 2009          |
| Sagicor South East United | La Plaine    | 1       | 2007          |
| Dublanc Strikers SC       | Dublanc      | 1       | 2005          |
| Kubuli All Stars FC       | Saint Joseph | 1       | 2002          |
| ACS Zebbians              | Goodwill     | 1       | 1998          |
| Black Rocks FC            | Roseau       | 1       | 1996          |
| Antilles Kensboro         | Roseau       | 1       | 1985          |

## Foste campioane
| - 1970 : Harlem United FC (Newtown) - 1971 : necunoscut - 1972 : Harlem United FC (Newtown) - 1973 : Harlem United FC (Newtown) - 1974 : Harlem United FC (Newtown) - 1975 : nu s-a disputat Campioana necunoscută între 1976 și 1980 - 1981 : Harlem United FC (Newtown) - 1982 : necunoscut - 1983 : Harlem United FC (Newtown) - 1984 : necunoscut - 1985 : Antilles Kensboro (Roseau) & Harlem United FC (Newtown) (shared) | Campioana necunoscută între 1986 și 1988 - 1989 : Harlem United FC (Newtown) - 1990 : Unknown champion - 1991 : C&M Motors Potters (Roseau ) - 1992 : Harlem United FC (Newtown) - 1993 : Harlem United FC (Newtown) - 1994 : Harlem United FC (Newtown) - 1995 : Harlem United FC (Newtown) - 1996 : Black Rocks FC (Roseau) - 1997 : Harlem United FC (Newtown) - 1998 : ACS Zebbians (Goodwill) - 1999 : Harlem United FC (Newtown) - 2000 : Harlem United FC (Newtown) | - 2001 : Harlem United FC (Newtown) - 2002 : Kubuli All Stars FC (Saint Joseph) - 2003 : Harlem United FC (Newtown) - 2004 : Harlem United FC (Newtown) - 2005 : Dublanc Strikers SC (Dublanc) - 2006 : Harlem United FC (Newtown) - 2007 : Sagicor South East United (La Plaine) - 2008 : Centre Bath Estate (Roseau) - 2009 : Centre Bath Estate (Roseau) - 2010 : |